# Gornja Drenova
Gornja Drenova je naseljeno mjesto u Republici Hrvatskoj u Zagrebačkoj županiji. 

## Zemljopis
Administrativno je u sastavu grada Svetog Ivana Zeline. Naselje se proteže na površini od 5,96 km². 

## Stanovništvo
Prema popisu stanovništva iz 2001. godine u Gornjoj Drenovi žive 374 stanovnika i to u 109 kućanstava. Gustoća naseljenosti iznosi 62,75 st./km².
| broj stanovnika | 263   | 550   | 622   | 708   | 812   | 923   | 966   | 1013  | 532   | 530   | 470   | 411   | 384   | 379   | 374   | 322   | 269   |
|                 | 1857. | 1869. | 1880. | 1890. | 1900. | 1910. | 1921. | 1931. | 1948. | 1953. | 1961. | 1971. | 1981. | 1991. | 2001. | 2011. | 2021. |